# HD 144426
NGC 6049 (również HD 144426, HR 5992) – gwiazda spektroskopowo podwójna znajdująca się w gwiazdozbiorze Węża, w odległości ok. 428 lat świetlnych. Odkrył ją John Herschel 24 kwietnia 1830, lecz błędnie uznał, że posiada mgławicową otoczkę, dlatego znalazła się w późniejszym New General Catalogue.
Główny składnik tego układu jest podolbrzymem o typie widmowym A3 i masie ok. 2,35 masy Słońca. Gwiazdy obiegają wspólny środek masy układu w ciągu 8,855 dni.